# Abba Gordin
Abba L'vovič Gordin (1887-1964) est un anarchiste israélien, écrivain et poète en yiddish.

## Biographie
Abba Gordin est né en 1887 en Pologne au rabbin Yehuda Leib Gordin de Łomża, petit frère de Vol’f L’vovič Gordin. Avec son frère, il faisait partie des anarchistes vétérans lors de la première révolution russe et fut l’une des dernières figures majeures du mouvement à rester, "dernier des Mohicans de l'anarchisme russe". 
Il émigre aux États-Unis en 1924 où il écrit des livres, des essais et des poèmes en plusieurs langues. Il fonda plus tard la société éthique juive. Gordin est devenu co-éditeur du journal anarchiste new yorkais Freie Arbeiter Stimme et rédacteur en chef de son propre périodique polémique The Clarion. Au début des années 1930, Gordin avait reconnu le nationalisme comme un facteur plus important de l'histoire moderne que la lutte des classes. Il a également critiqué la doctrine marxiste en tant qu'une "hybride ... de quasi-religion et de pseudo-science" qui déposerait un roi pour un autre. Il émigre en Israël vers 1957, où il traduit son écriture yiddish en hébreu. Gordin est décédé à Tel Aviv en 1964. Les services ont eu lieu le 23 août.

## Publications
- « Gordin, Abba, 1887-1964 », sur archive.org.